# Антъни Фантано
Антъни Фантано (на английски: Anthony Fantano) (роден на 28 октомври 1985) е американски музикален критик, музикант, видео продуцент и журналист.
Известен е със създаването на The Needle Drop – видеоблог за музикални ревюта. Описван е като „the internet's busiest music nerd“.
В сайта на Фантано и Youtube канала му има ревюта на музикални жанрове, включително поп, хип-хоп, рок (с хевиметъл, инди), електронна музика, фолк, джаз и експериментална музика.
Самият той също създава музика под псевдонима си Cal Chuchesta.
Фантано е най-популярният музикален влогър в Youtube.

## Най-високо оценени албуми
Музикалните албуми по-долу са оценени с максималната оценка 10 от Фантано:
- Дет Грипс – The Money Store (2012)
- Swans – To Be Kind (2014)
- Кендрик Ламар – To Pimp a Butterfly (2015)
- Kids See Ghosts – Kids See Ghosts (2018)
- Daughters – You Won’t Get What You Want (2018)
- Spelling – The Turning Wheel (2021)
- Lingua Ignota – Sinner Get Ready (2021)
- Charlie XCX - BRAT(2024)

## Дискография

### Албуми
- Taiga (2009 като басист)[2][3]
- Anthony FanFiction Vol.1 (2015)
- The New CALassic (2015, като Cal Chuchesta)

### Сингли
- „Cal 2 B“ (2013, като Cal Chuchesta)
- „Mykey Come Back“ (2015, кgато Cal Chuchesta)
- „Panda (Remix)“ ft. Pink Guy & NFKRZ (2016, като Cal Chuchesta)
- „Coin Star“ (2018, като Cal Chuchesta)
- „Don't Talk To Me“ ft. Fellatia Geisha (2018, като Cal Chuchesta)
- „Slap Chop“ (2018, като Cal Chuchesta)
- „On Deck Freestyle“ (2018, като Cal Chuchesta)
- „I'm In the Club (Lookin' For Some Love)“ ft. Joycie (2018, като Cal Chuchesta)
- „Advice“ ft. Rob Scallon (2018, като Cal Chuchesta)
- „Rubber Duck (Pickup Truck)“ (2019, като Cal Chuchesta)

### Микстейпове
- 2013: $CALxTAPExONE$
- 2013: #CALxTAPExTHREE#
- 2013: ∆CALxTAPExTWO∆
- 2014: Cocoa
- 2015: The New CALassic